# Lisbon (Ohio)
Lisbon ist ein Village im Center Township, Columbiana County, Ohio, Vereinigte Staaten. Bei der Zählung 2000 hatte der Ort 2788 Einwohner. Er ist Sitz der Countyverwaltung (County Seat) des Columbiana Countys.

## Geschichte
Das Gebiet von Lisbon wurde zu Beginn des 19. Jahrhunderts erstmals von Einwanderern aus Pennsylvania und Teilen Europas besiedelt. 1840 hatte der Ort, dessen Wirtschaft vornehmlich von den Bedürfnissen der umliegenden Farmen geprägt war, etwa 1800 Einwohner; vornehmlich wurden Getreide, Wolle und Leder verarbeitet.
In New Lisbon, wie der Ort zunächst hieß, erschien die erste Zeitung von Ohio. Der Elsässer William D. Lepper brachte das deutschsprachige Blatt unter dem Namen „Der Patriot am Ohio“ heraus. Später änderte er wegen mangelndem Erfolg den Namen in The Ohio Patriot und verfasste die Berichte in Englisch.Robert E. Cazden: The German Book Trade In Ohio Before 1848. In: Ohio History. 84. Jahrgang, 1998, S. 57–77. Lisbon war das nördlichste Dorf, in dem während des Amerikanischen Bürgerkrieges Kriegshandlungen stattfanden. John Hunt Morgan, Offizier der Konföderation, kapitulierte hier am Ende seines als Morgan’s Raid bekannt gewordenen Vorstosses nach Norden.

## Persönlichkeiten
- Clement Vallandigham (1820–1871), Politiker
- William T. H. Brooks (1821–1870), General im Sezessionskrieg
- William W. Armstrong (1833–1905), Drucker, Redakteur und Politiker
- Mark Hanna (1837–1904), Senator
- Henry Christopher McCook (1837–1911), presbyterianischer Geistlicher, Autor und Entomologe
- Maria Woodworth Etter (1844–1924), Evangelistin und Pfingstpredigerin
- Lucretia Longshore Blankenburg (1845–1937), Frauenrechtlerin und Sozialreformerin
- John C. Chaney (1853–1940), Politiker
- John Hessin Clarke (1857–1945), Jurist
- Derek Wolfe (* 1990), American-Football-Spieler